# 뱀 마술사
《뱀 마술사》(The Snake Charmer)는 앙리 루소의 대표작 중의 하나로 1907년에 제작하였으며 이국 풍경을 취급한 작품이다. 1904년부터 몰년(沒年)까지 루소는 이들 일련의 엑조티즘을 소재로 하고 있으며 그는 이러한 착상을 <마가장 피토레스크> 등의 잡지에서 얻었고 열대 동식물에 관한 진기한 기사는 그의 흥미를 강렬하게 끌었던 것 같다. 루소가 젊었을 적에 멕시코로 갔다고 하는 설은 오늘날에 와서는 부정되고 있으므로 <뱀 마술사>도 그의 팬터지가 만들어 낸 동화이다.
화면에서 식물의 잎사귀는 한장 한장씩 극명하게 그려졌고 배경인 섬의 묘사는 흡사 에른스트의 그림 표면처럼 섬세하다. 중천에 걸린 달, 이 달빛에 이끌려 퉁소를 부는 사람, 이 음색에 매혹되어 춤을 추는 뱀, 화면에는 푸른 하늘과 녹색의 수풀에 싸여 퍽이나 몽상적이다. 어느 식물학자는 루소의 작품에 용혈수(龍血樹)나 사란이 있다고 하였는데 아마도 여기에서도 갖가지 식물의 종류를 찾아볼 수 있을 것이다.